# Куровский, Александр Владимирович
Алекса́ндр Влади́мирович Куро́вский (1899, Одесса, Херсонская губерния — 1959, Сталинград) — советский архитектор. Член Союза архитекторов СССР с 1938 года.

## Биография
Родился в 1899 году в Одессе.
По одним данным обучался и окончил Московский архитектурный институт. По другим — ВХУТЕМАС (в 1926 году обучался на 4-м курсе).
В 1922—1926 годах работал архитектором Мосстроя Московского городского совета, во 2-й Архитектурно-проектной мастерской под руководством А. В. Щусева. Разработал для строительной конторы Мосстроя типовой проект пожарного депо с гаражом для автомобилей и каланчой. По этому проекту в Москве во 2-й половине 1920-х годов было построено 4 пожарных части (Ленинская, Лефортовская, Октябрьская и Рогожская).
В 1926—1931 годах — старший архитектор Гипрогора, Москва. В этот период совместно с архитектором Пантелеймоном Александровичем Голосовым подготовил проект для конкурса на здание полиграфического комбината издательства и газеты «Правда», который проходил в 1930 году. Проект победил и был реализован, при этом фамилия Куровского как автора проекта не упоминается. В 1929 году совместно с архитектором Анатолием Фёдоровичем Жуковым создал проект кооперативного жилого дома Наркомвнешторга на Долгоруковской улице. Принимал участие в строительстве ВСХВ–ВДНХВ.
С 1931 по 1934 год — групповой архитектор треста «Мосспроект» Моссовета; с 1934 по 1939 год — архитектор-автор архитектурных мастерских Моссовета. Автор проекта павильона Центральных промышленных областей на ВСХВ.
С 1940 по 1943 года работает старшим архитектором спецпроектбюро в городе Ташкенте.
В 1943—1946 годах — главный архитектор Горстройпроекта в Москве.
В 1946 году переехал в Сталинград, где получил должность главного архитектора Горстройпроекта. В 1948 году становится архитектором проектного бюро Нижневолжского речного пароходства в Сталинграде. В 1951—1952 годах — главный архитектор проекта архитектурно-проектной мастерской Сталинграда. С 1952 по 1955 год — главный архитектор Допроекта Сталинградской железной дороги. С 1955 по 1959 год — главный архитектор проекта в Сталинградпроекте.
Участвовал в разработке проекта центра Сталинграда, восстанавливаемого после разрушений Сталинградской битвы. Среди его работ в Сталинграде также восстановление дома грузчиков, дом речников, гостиница «Сталинград», здание вокзала на железнодорожной станции «Волгоград I».
Скончался в 1959 году в Сталинграде.

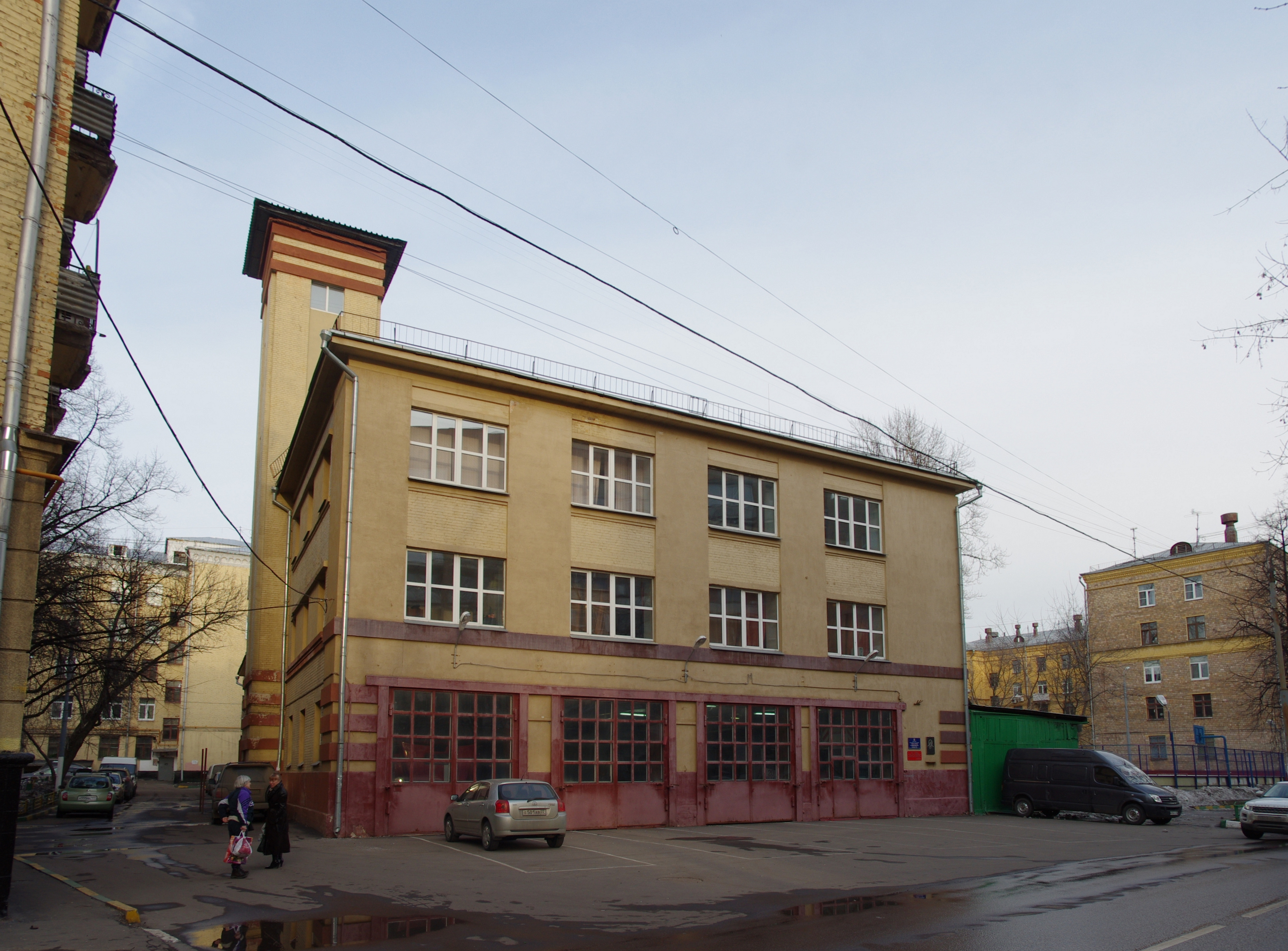
Пожарная часть № 20
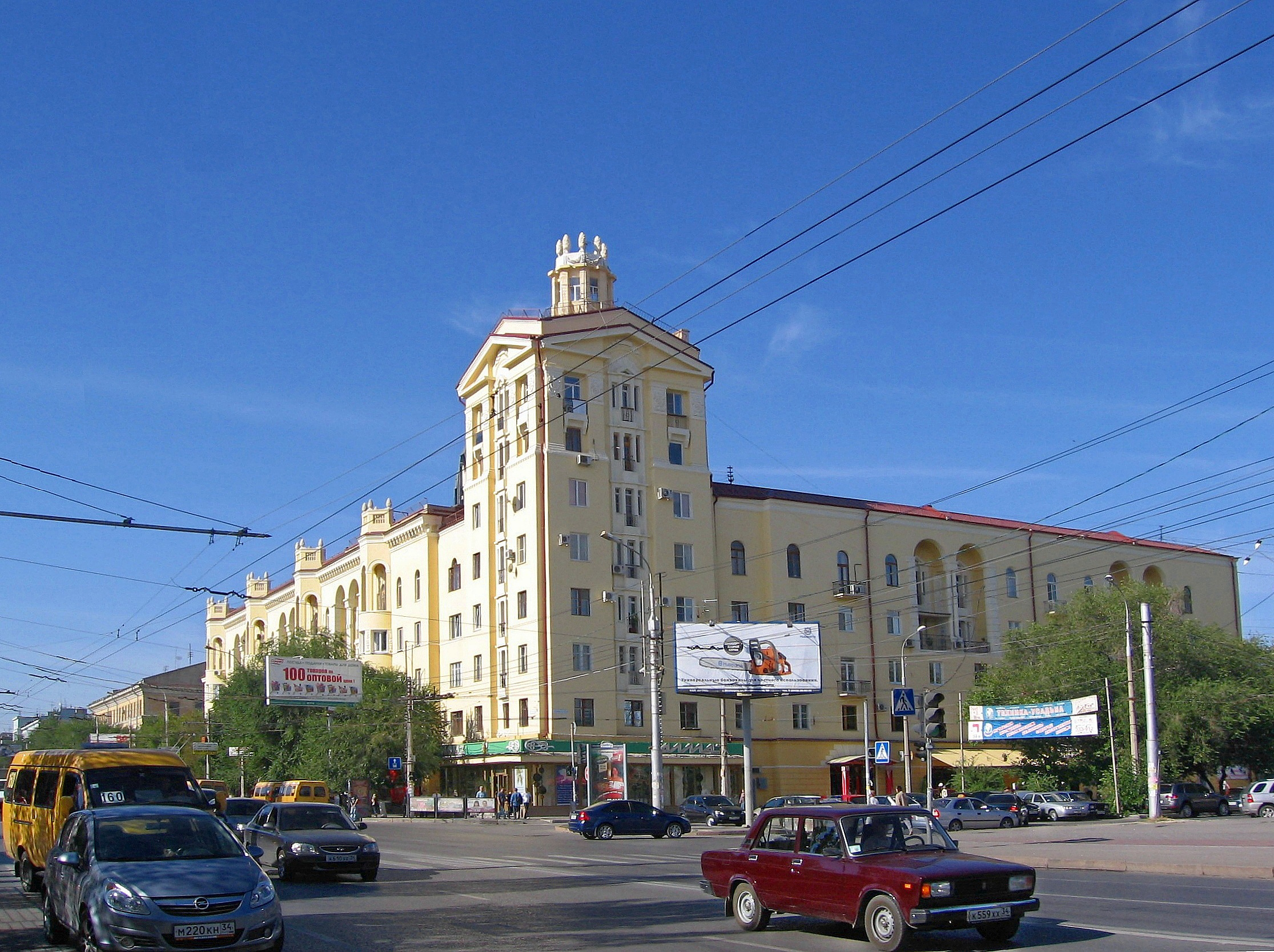
Дом речников
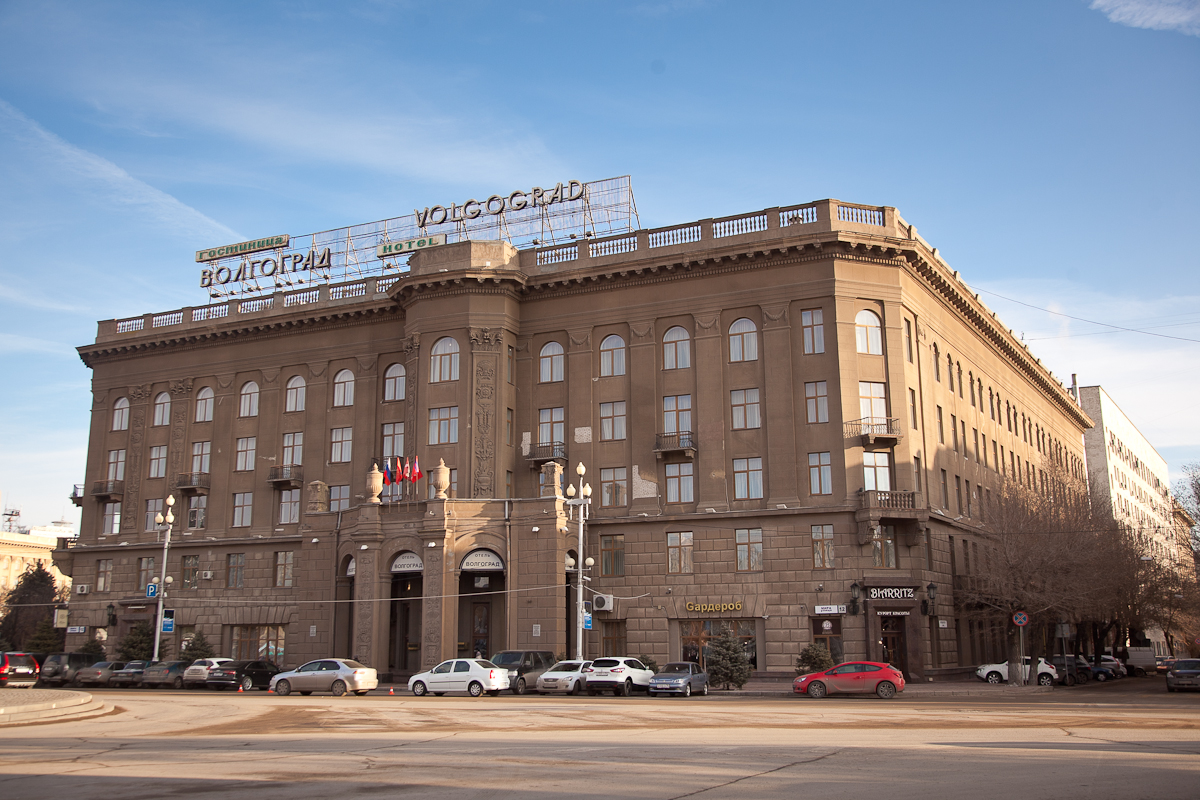
Гостиница
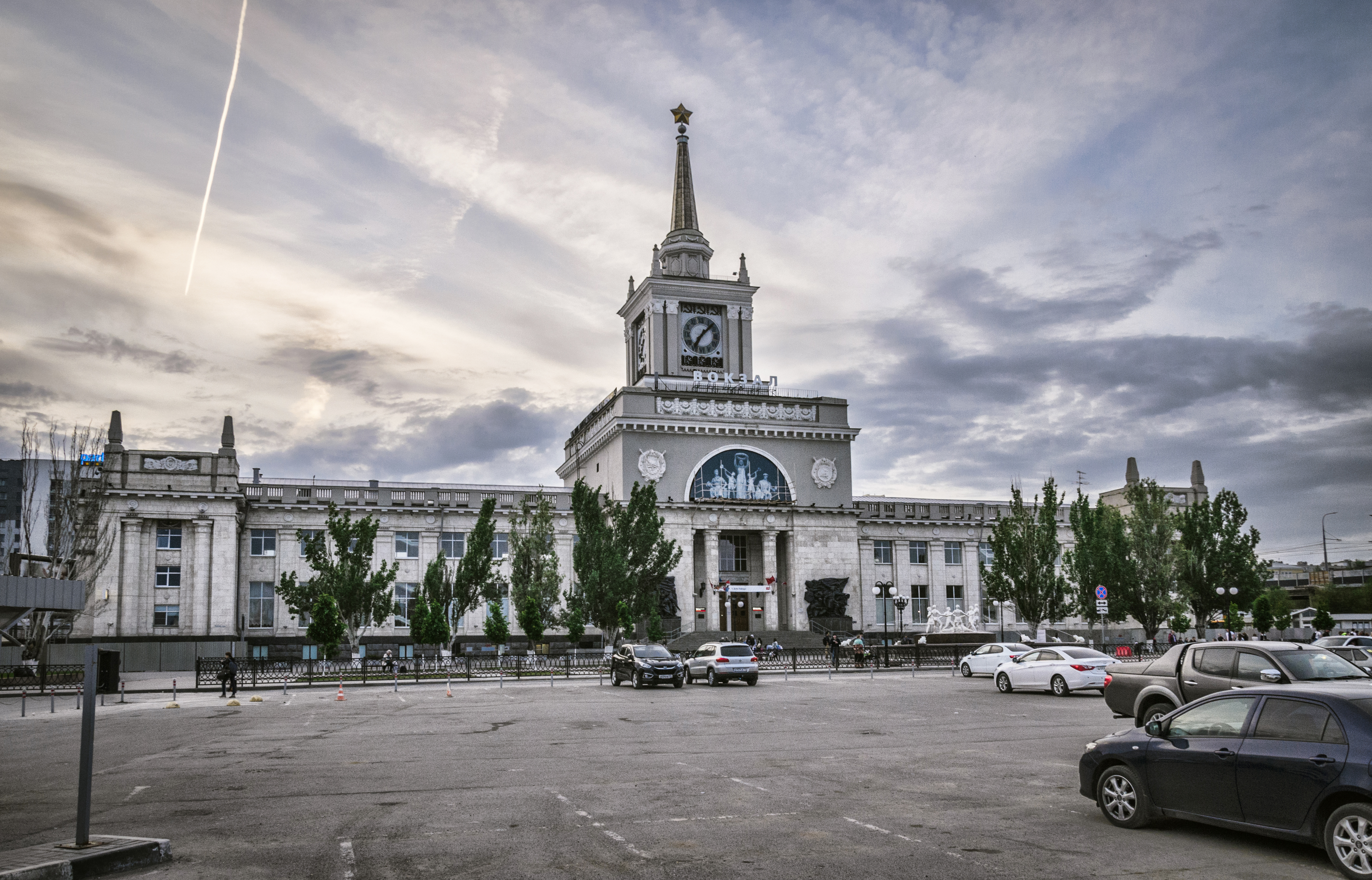
Вокзал

## Награды
Награждён медалью «За доблестный труд в Великой Отечественной войне 1941—1945 гг.».